# Lagynochthonius
Lagynochthonius är ett släkte av spindeldjur. Lagynochthonius ingår i familjen käkklokrypare.

## Dottertaxa tillLagynochthonius, i alfabetisk ordning[1]
- Lagynochthonius annamensis
- Lagynochthonius arctus
- Lagynochthonius australicus
- Lagynochthonius bakeri
- Lagynochthonius brincki
- Lagynochthonius callidus
- Lagynochthonius cavicola
- Lagynochthonius curvidigitatus
- Lagynochthonius dybasi
- Lagynochthonius exiguus
- Lagynochthonius ferox
- Lagynochthonius flavus
- Lagynochthonius gigas
- Lagynochthonius guasirih
- Lagynochthonius hamatus
- Lagynochthonius himalayensis
- Lagynochthonius hygricus
- Lagynochthonius indicus
- Lagynochthonius innoxius
- Lagynochthonius insulanus
- Lagynochthonius irmleri
- Lagynochthonius johni
- Lagynochthonius kapi
- Lagynochthonius kenyensis
- Lagynochthonius minor
- Lagynochthonius mordor
- Lagynochthonius nagaminei
- Lagynochthonius novaeguineae
- Lagynochthonius paucedentatus
- Lagynochthonius ponapensis
- Lagynochthonius proximus
- Lagynochthonius pugnax
- Lagynochthonius roeweri
- Lagynochthonius salomonensis
- Lagynochthonius sinensis
- Lagynochthonius thorntoni
- Lagynochthonius tonkinensis
- Lagynochthonius typhlus
- Lagynochthonius zicsii